# Ferques
Ferques è un comune francese di 1 879 abitanti situato nel dipartimento del Passo di Calais nella regione dell'Alta Francia.
Nel territorio di Ferques furono attivate le cave per l'estrazione del marmo utilizzato nella costruzione della Colonna della Grande Armata eretta a Wimille in onore di Napoleone Bonaparte.

## Società

### Evoluzione demografica
Abitanti censiti